# 7848 Bernasconi
7848 Bernasconi este un asteroid din centura principală de asteroizi.

## Descriere
7848 Bernasconi este un asteroid din centura principală de asteroizi. A fost descoperit pe 22 februarie 1996 la Sormano de Marco Cavagna și Augusto Testa. Asteroidul prezintă o orbită caracterizată de o semiaxă mare de 2,55 ua, o excentricitate de 0,20 și o înclinație de 3,1° în raport cu ecliptica.